# Nucella lamellosa
Espèce
Synonymes
- Buccinum lamellosa Gmelin, 1791[2]
- Murex crispata Holton, 1802[2]
- Murex ferrugineus Eschscholtz, 1829[2]
- Murex lactuca Eschscholtz, 1829[2]
- Polyplex rugosus Perry, 1811[2]
- Purpura plicatus Martens, 1872[2]
- Purpura septentrionalis Reeve, 1846[2]
- Sistrum ferrugineus (Eschscholtz, 1829)[2]
- Thais cymica Dall, 1915[2]
- Thais franciscana Dall, 1915[2]
- Thais hormica Dall, 1915[2]
- Thais lamellosa (Gmelin, 1791)[2]
- Thais neptunea Dall, 1915[2]
- Thais sitkana Dall, 1915[2]
- Trophon lamellosus (Gmelin, 1791)[2]

Nucella lamellosa est une espèce de gastéropodes marins de la famille des Muricidae. C'est un carnivore qui se nourrit de bivalves dont il perce la coquille avec sa radula avant d'aspirer le contenu de sa proie.

## Liste des sous-espèces
Selon BioLib (2 décembre 2018) :
- sous-espèce Nucella lamellosa franciscana Dall, 1915
- sous-espèce Nucella lamellosa lamellosa (Gmelin, 1791)